# Amata marella
Amata marella là một loài bướm đêm thuộc phân họ Arctiinae, họ Erebidae.